# Marco Histórico Nacional em Montana

Localização de Montana nos Estados Unidos.

A lista de Marco Histórico Nacional em Montana contem os marcos designados pelo Governo Federal dos Estados Unidos para o estado norte-americano de Montana, enfatizando a herança fronteiriça de Montana e da viagem de Expedição de Lewis e Clark, as contribuições de Montana ao movimento do parque nacional, e outros temas.
Existem 28 Marcos Históricos Nacional (NHLs) em Montana. Eles estão distribuídos em 22 dos 56 condados do estado. O primeiro marco de Montana foi designado em 9 de outubro de 1960 e o mais recente em 21 de julho de 2015.
Três locais em Montana se estendem pela fronteira com os estados de Idaho e Dakota do Norte, e estão listados pelo Serviço Nacional de Parques como NHLs naqueles estados. São eles, o Passo Lemhi, a Trilha Lolo e o Fort Union Trading Post.

## Listagem atual
Legenda:
| NRHP | Registro Nacional de Lugares Históricos |
| NHL  | Marco Histórico Nacional                |
| NHLD | Distrito Histórico Nacional             |
| HD   | Distrito Histórico                      |
| NHS  | Local Histórico Nacional                |
| NMEM | Memorial Nacional dos EUA               |
| NMON | Monumento Nacional dos EUA              |
| NHP  | Parque Histórico Nacional dos EUA       |
| NMP  | Parque Nacional Militar dos EUA         |

| [ 2 ] | Nome                                                            | Imagem | Inclusão                          | Localidade e coordenadas | Condado                                             | NHLS     | Observações |
| ----- | --------------------------------------------------------------- | ------ | --------------------------------- | --- | --------------------------------------------------- | -------- | --- |
| 1     | Distrito Histórico de Bannack                                   |        | 4 de julho de 1961 (63 anos)      | 22 milhas de Dillon fora da MT 278 45° 09′ 40″ N, 112° 59′ 44″ O                                                                                      | Beaverhead                                          | 66000426 | |
| 2     | Distrito Histórico de Butte-Anaconda                            |        | 4 de julho de 1961 (63 anos)      | Partes de Walkerville, Butte e Anaconda 46° 00′ 00″ N, 112° 36′ 00″ O                                                                                 | Deer Lodge e Silver Bow                             | 66000438 | Documentação revisada em 21 de março de 2006. |
| 3     | Acampamento do Desapontamento                                   |        | 23 de maio de 1966 (58 anos)      | 12 milhas ao nordeste de Browning 48° 39′ 56″ N, 112° 48′ 20″ O                                                                                       | Glacier                                             | 66000434 | Local da Expedição de Lewis e Clark. |
| 4     | Campo de Batalha da Pata de Urso do Comandante Joseph           |        | 7 de junho de 1988 (36 anos)      | Aproximadamente 15 milhas ao sul de Chinook, T 30N R 19E, Seções 1 e 12 48° 22′ 39″ N, 109° 12′ 34″ O                                                 | Blaine                                              | 70000355 | |
| 5     | Chief Plenty Coups (Alek-Chea-Ahoosh) Home                      |        | 20 de janeiro de 1999 (26 anos)   | 1 milha a oeste de Pryor fora da MT 416 45° 25′ 35″ N, 108° 32′ 54″ O                                                                                 | Big Horn                                            | 70000354 | |
| 6     | Deer Medicine Rocks                                             |        | 2 de março de 2012 (13 anos)      | Nas proximidades de Lame Deer | Rosebud                                             | 12000244 | |
| 7     | Parque Estadual First Peoples Buffalo Jump                      |        | 21 de julho de 2015 (9 anos)      | Nas proximidades de Ulm 47° 28′ 46″ N, 111° 31′ 27″ O                                                                                                 | Cascade                                             | 15000623 | |
| 8     | Distrito Histórico de Fort Benton                               |        | 5 de novembro de 1961 (63 anos)   | Fort Benton 47° 49′ 10″ N, 110° 40′ 11″ O | Chouteau                                            | 66000431 | Documentação adicional e esclarecimento do limite do NHL aprovados em 2 de março de 2012.                                                                                                 |
| 9     | Fort Union Trading Post                                         |        | 4 de julho de 1961 (63 anos)      | Buford nas proximidades de Williston, Dakota do Norte 47° 59′ 58″ N, 104° 02′ 26″ O                                                                   | Williams e McKenzie, ND; e Roosevelt e Richland, MT | 66000103 | Documentação adicional atualizada e revisão do limite do NHL aprovados em 27 de fevereiro de 2015. Marco compartilhado com o estado de Dakota do Norte no qual está listado oficialmente. |
| 10    | Going-to-the-Sun Road                                           |        | 18 de fevereiro de 1997 (28 anos) | Parque Nacional Glacier, nas proximidades de West Glacier 48° 41′ 42″ N, 113° 49′ 00,8″ O                                                             | Flathead e Glacier                                  | 97000345 | |
| 11    | Grant-Kohrs Ranch                                               |        | 19 de dezembro de 1960 (64 anos)  | Na borda de Deer Lodge 46° 24′ 30″ N, 112° 44′ 22″ O                                                                                                  | Powell                                              | 72000738 | |
| 12    | Great Falls Portage                                             |        | 23 de maio de 1966 (58 anos)      | Sudeste de Great Falls na junção da U.S. 87, 89 e 91 47° 31′ 52″ N, 111° 09′ 05″ O                                                                    | Cascade                                             | 66000429 | |
| 13    | Construções da Great Northern Railway                           |        | 28 de maio de 1987 (37 anos)      | Parque Nacional Glacier 48° 46′ 15″ N, 113° 46′ 20,5″ O                                                                                               | Flathead e Glacier                                  | 87001453 | Documentação adicional e aumento da fronteira aprovados em 16 de maio de 2000. |
| 14    | Local Hagen                                                     |        | 19 de julho de 1964 (60 anos)     | Endereço restrito nas proximidades de Glendive | Dawson                                              | 66000432 | |
| 15    | Lake McDonald Lodge                                             |        | 28 de maio de 1987 (37 anos)      | Fora da Going-to-the-Sun Road no Parque Nacional Glacier 48° 36′ 55″ N, 113° 52′ 41″ O                                                                | Flathead                                            | 87001447 | |
| 16    | Passo Lemhi                                                     |        | 9 de outubro de 1960 (64 anos)    | 12 milhas a leste de Tendoy, ID fora da ID 28, nas Florestas Nacionais de Beaverhead e Salmon 44° 58′ 29″ N, 113° 26′ 41″ O                           | Lemhi, ID e Beaverhead, MT                          | 66000313 | Marco compartilhado com o Idaho e listado oficialmente neste estado. |
| 17    | Trilha Lolo                                                     |        | 9 de outubro de 1960 (64 anos)    | Pararelo a U.S. 12 nos cumes das Montanhas Bitterroot, de Passo Lolo a Weippe, nas proximidades de Lolo Hot Springs, ID 46° 38′ 07″ N, 114° 34′ 47″ O | Clearwater, ID e Missoula, MT                       | 66000309 | Faz parte do Parque Histórico Nacional de Nez Perce. Marco compartilhado com o Idaho e listado oficialmente neste estado.                                                                 |
| 18    | Northeast Entrance Station                                      |        | 28 de maio de 1987 (37 anos)      | U.S. Route 212 no Parque Nacional de Yellowstone 45° 00′ 10″ N, 110° 00′ 33″ O                                                                        | Park                                                | 87001435 | |
| 19    | Pictograph Cave                                                 |        | 19 de julho de 1964 (60 anos)     | 7 milhas a sudeste de Billings no Parque Indian Caves 45° 44′ 12″ N, 108° 25′ 47″ O                                                                   | Yellowstone                                         | 66000439 | |
| 20    | Pompey's Pillar                                                 |        | 23 de julho de 1965 (59 anos)     | Oeste de Pompey 45° 59′ 43″ N, 108° 00′ 20″ O | Yellowstone                                         | 66000440 | |
| 21    | Rankin Ranch                                                    |        | 11 de maio de 1976 (48 anos)      | 2,5 milhas a nordeste de Helena-Diamond City Rd. em Avalanche Gulch 46° 12′ 37″ N, 111° 45′ 21″ O                                                     | Broadwater                                          | 76001119 | |
| 22    | Rosebud Battlefield--Onde a Garota salvou seu Irmão             |        | 6 de outubro de 2008 (16 anos)    | MT 314, 12 milhas ao sul de Kirby 45° 13′ 17″ N, 106° 59′ 21″ O                                                                                       | Big Horn                                            | 72000735 | |
| 23    | Casa e Estúdio de Charles M. Russell                            |        | 21 de dezembro de 1965 (59 anos)  | 1217--1219 4th Avenue (Norte), Great Falls 47° 30′ 35″ N, 111° 17′ 09″ O                                                                              | Cascade                                             | 66000430 | |
| 24    | Three Forks of the Missouri                                     |        | 9 de outubro de 1960 (64 anos)    | Nordeste de Three Forks no Rio Missouri, Monumento Estadual Missouri Headwaters 45° 55′ 39″ N, 111° 30′ 18″ O                                         | Gallatin                                            | 66000433 | |
| 25    | Descanso do Viajante                                            |        | 9 de outubro de 1960 (64 anos)    | 1 milha a sul de Lolo, próximo da U.S. 93 46° 45′ 00″ N, 114° 05′ 20″ O                                                                               | Missoula                                            | 66000437 | Documentação revisada em 21 de março de 2006. |
| 26    | Distrito Histórico de Virginia City                             |        | 4 de julho de 1961 (63 anos)      | Wallace Street, Virginia City 45° 17′ 37″ N, 111° 56′ 41″ O                                                                                           | Madison                                             | 66000435 | |
| 27    | Casa de Burton K. Wheeler                                       |        | 8 de dezembro de 1976 (48 anos)   | 1232 East 2nd Street, Butte 46° 00′ 20″ N, 112° 31′ 17″ O                                                                                             | Silver Bow                                          | 76001129 | |
| 28    | Wolf Mountains Battlefield-Where Big Crow walked Back and Forth |        | 6 de outubro de 2008 (16 anos)    | Endereço restrito próximo de Birney 45° 17′ 18″ N, 106° 34′ 53″ O                                                                                     | Rosebud                                             | 00001617 | |